# Moira May
Moira May (* 2. Mai 1991) ist eine deutsche Synchronsprecherin.

## Leben
May ist durch zahlreiche Synchronisationen bekannt. So lieh sie z. B. der Hauptfigur Hanna aus der Fernsehserie Hanna und Rebecca Iguero aus der Serie Messiah ihre Stimme.

## Synchronisation (Auswahl)
Stefania LaVie Owen
- 2019: I’m Dying Up Here als Amanda
- 2020: Messiah als Rebecca Iguero
- 2021: Sweet Tooth als Bear

### Serien
- 2012: La Storia della Arcana Famiglia – für Mari Hino als Sara
- 2013: The Devil is a Part-Timer! – für Nao Touyama als Chiho Sasaki
- 2014: Tari Tari – für Risa Taneda als Midori Ueno
- 2015: Assassination Classroom – für Ayaka Suwa als Toka Yada
- 2015: A Chivalry of a Failed Knight – für Nao Touyama als Shizuku Kurogane
- 2015: Heavy Object – für Juri Kimura als Lemish
- 2016: Trinity Seven – für Ayaka Suwa als Hijiri Kasuga
- 2017: Toradora! – für Yui Horie als Minori Kushieda
- 2017: Die Monster Mädchen – für Sora Amamiya als Miia
- 2017: Corpse Party: Tortured Souls – für Asami Imai als Ayumi Shinozaki
- 2018: Mama Fuchs und Papa Dachs – als Rosie
- 2018: Atlantic Medicals – für Nikki SooHoo als Dr. Bai Liu
- 2018: Butterbean’s Café – als Poppy
- 2018: Madam Secretary – für Salena Qureshi als Piper Boroumand
- 2018: Navy CIS: New Orleans – für Alexis Louder als Sophie Kendrick
- 2018: Summer Camp Island – als Pyjamas
- 2018: Orange Is the New Black – für Jen Keefe als Alicia Hutton
- 2018: Save Me – für Olive Gray als Grace
- 2018: Inou Battle Within Everyday Life – für Miyu Takagi als Fantasia Yusano
- 2018: Hunter x Hunter – für Haruko Kudo als Ponzu
- 2018: Haikyu!! – für Yuka Maruyama als Machiko Onodera
- 2018: Haikyu!! – für Kanami Satou als Aya
- 2018: Bull – für Jazzy Williams als Anna Baker
- 2018: Navy CIS: L.A. – für June Schreiner als Vanessa Podrasky
- 2018: Higurashi no Naku Koro ni – für Mai Nakahara als Rena Ryūgū
- 2018: Mighty Magiswords – als Gracie
- 2018: Alexa und Katie – für Eris Baker als Michelle
- 2018: OK K.O.! – als Yellow Technique
- 2018: Vampirina – als Poppy Peepleson
- 2018: Chance – für Carson Fagerbakke als Maya Keegan
- 2018: Prinz von Peoria – für Haley Tju als Braughner
- 2018: Henry Danger – für Abbie Cobb als Cassie
- 2019: Familiar of Zero – für Yui Horie als Siesta
- 2019: Sword Art Online – für Kaori Maeda als Selka Zuberg
- 2019–2021: Hanna – für Esmé Creed-Miles als Hanna
- 2019: Legacies – für Katie Garfield als Dana Lilien
- 2019: Legion – für Samantha Cormier als Cynthia
- 2019: Big Little Lies – für Lauren Lakis als Yvonne
- 2019: Profiling Paris – für Pauline Briand als Nadia
- 2019: Bleach – für Tomoko Kaneda als Neliel Tu Oderschvank
- 2019: DC Super Hero Girls – als Star Sapphire
- 2019: Knight Squad – für Paris Smith als Prinzessin Dimples
- 2019: Costume Quest – für Allie Urrutia als Lucy
- 2020: Curon – für Juju Di Domenico als Micki Asper
- 2020: Mayans M.C. – für Emily Tosta als Leticia Cruz
- 2021: JoJo’s Bizarre Adventure: Stone Ocean – für Ai Fairouz als Jolyne Cujoh
- 2021: Der Denver-Clan – für Kara Royster als Eva
- 2022: Feria: Dunkles Licht – für Carla Campra als Sofia
- 2022: Romantic Killer – für Mikako Komatsu als Riri
- 2022: Uncle from Another World – für Mikako Komatsu als Sumika Fujimiya
- 2022–2025: Andor – für Elizabeth Dulau als Kleya Marki

### Videospiele
- 2013: The Night of the Rabbit als Kitsune
- 2017: For Honor
- 2017: Assassin’s Creed Origins
- 2018: Far Cry 5
- 2018: LEGO DC Super-Villains
- 2019: Lost Ark
- 2019: Far Cry New Dawn
- 2019: Tom Clancy’s The Division 2
- 2019: Tom Clancy’s Ghost Recon Breakpoint
- 2020: Assassin’s Creed Valhalla
- 2021: Life Is Strange: True Colors
- 2021: Far Cry 6
- 2021: Riders Republic als Suki
- 2022: Ghostwire: Tokyo
- 2022: Need for Speed Unbound als Maya
- 2023: Wild Hearts
- 2023: The Settlers: New Allies
- 2023: F1 23 als Callie Mayer
- 2023: Cyberpunk 2077: Phantom Liberty
- 2023: Assassin’s Creed Mirage
- 2024: Suicide Squad: Kill the Justice League
- 2024: Skull and Bones
- 2024: Star Wars Outlaws